# Bukit Sejahtera
Bukit Sejahtera is een bestuurslaag in het regentschap Musi Banyuasin van de provincie Zuid-Sumatra, Indonesië. Bukit Sejahtera telt 1428 inwoners (volkstelling 2010).